# Racovița, Dâmbovița
Racovița este un sat în comuna Bucșani din județul Dâmbovița, Muntenia, România.

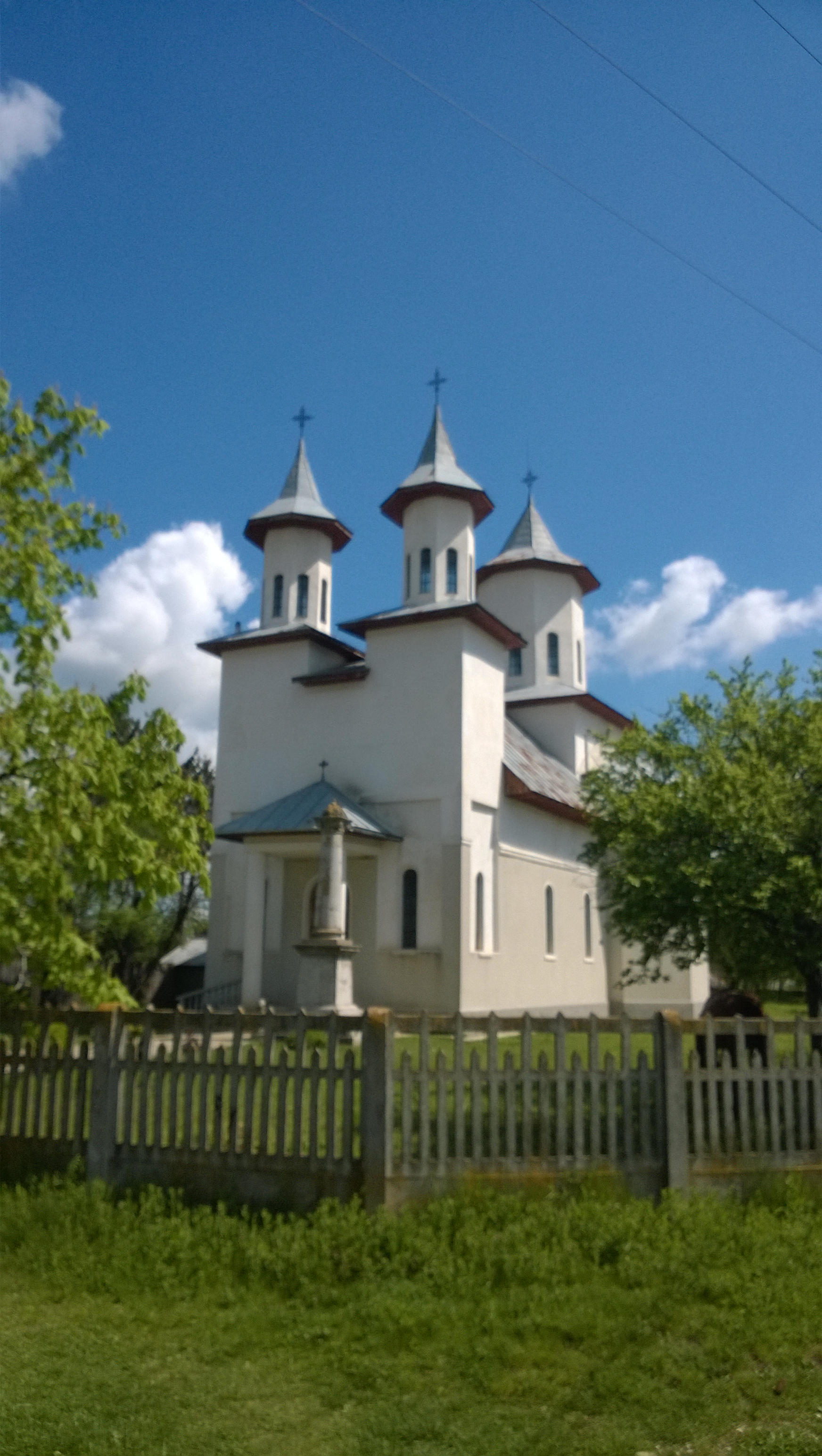
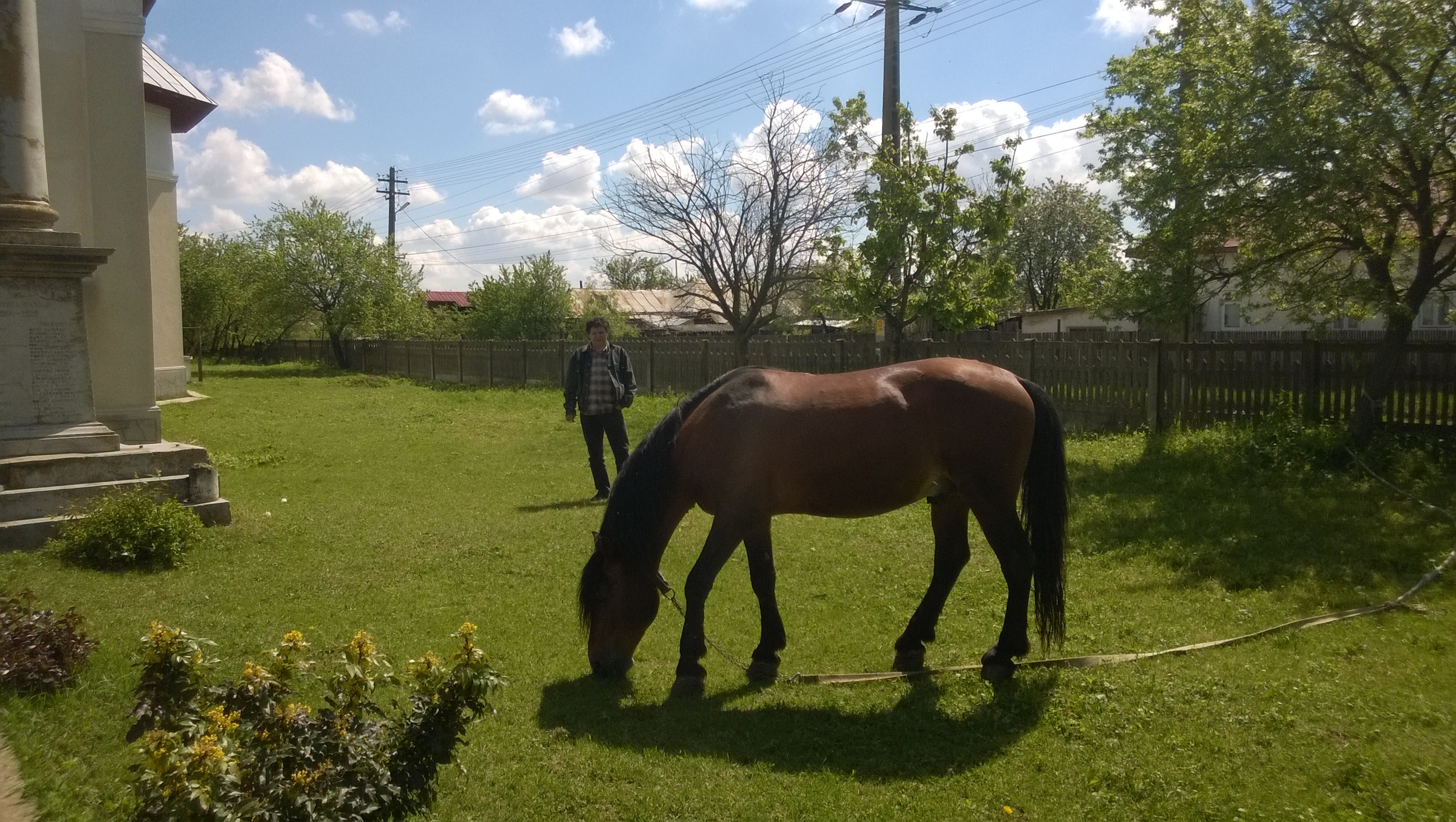

 Acest articol despre o localitate din județul Dâmbovița este deocamdată un ciot. Puteți ajuta Wikipedia prin completarea lui.